# Ciomăgești
Ciomăgești là một xã thuộc hạt Argeș, România. Dân số thời điểm năm 2002 là 1380 người.